# Lamium album
Lamium album é uma espécie de planta com flor, herbácea e perene, pertencente à família Lamiaceae. O seu nome comum é urtiga-branca. A autoridade científica da espécie é Lineu.
É uma planta nativa da Europa e Ásia Central e Ocidental, introduzida na América durante o processo de colonização do continente pelos europeus. Habita entre os 500 e 2500 metros de altitude, em clima seco, de temperatura de entre 10ºC e 15°C com escassa humidade, com pouco vento, chuvas esporádicas, especialmente em zonas de difícil acesso já que prefere zonas com muita vegetação e disponibilidade de água.
Tem longos rizomas, talo anguloso ascendente com folhas opostas cordiformes; cresce 5 a 10 dm de altura, com folhas, não-urticantes, de 3 a 8 cm × 2 a 5 cm, triangulares com base redonda, serradas superficialmente e parecidas com as de Urtica dioica. Flores brancas ou amareladas (a isto deve o nome e por ser parecida com a urtiga), dispostas em verticilos; medem 1,5 a 2,5 cm de comprimento.
Tem propriedades excecionais, por exemplo, anti-inflamatórias e tonificantes, pelo que é muito importante para o estudo farmacológico, com importância tanto química como médica, sendo usada em infusões, por exemplo.
Apesar do nome e da parecença com as urtigas, não é de facto uma urtiga.

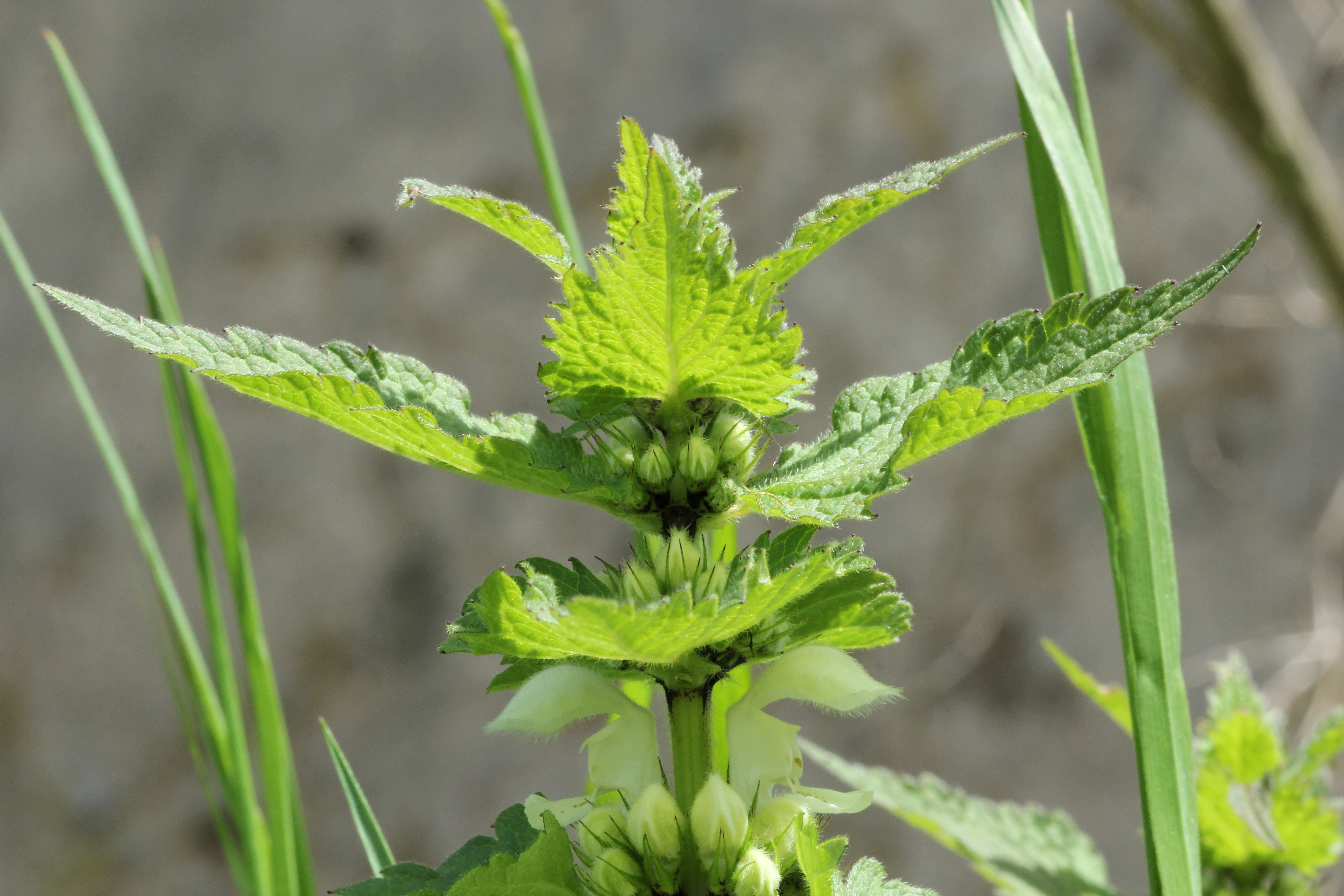
Urtiga-branca